# EuroMillions Volley League (2020/2021)
EuroMillions Volley League 2020/2021 – 77. sezon rozgrywek o mistrzostwo Belgii w piłce siatkowej zorganizowany przez Volley Belgium. Zainaugurowany został 3 października 2020 roku i trwał do 14 kwietnia 2021 roku.
W EuroMillions Volley League uczestniczyło 8 drużyn. Rozgrywki składały się z fazy zasadniczej, fazy play-off, fazy play-down oraz finałów. W fazie zasadniczej drużyny rozgrywały między sobą po dwa spotkania. Cztery najlepsze uzyskiwały awans do fazy play-off, pozostałe natomiast trafiały do fazy play-down. W fazie play-off oraz w fazie play-down zespoły ponownie rozgrywały między sobą po dwa spotkania. Dwie najlepsze drużyny fazy play-off rywalizowały w finałach o tytuł mistrza Belgii.
Po raz dwunasty mistrzostwo Belgii zdobył klub Knack Roeselare, który w finałach pokonał Greenyard Maaseik. Trzecie miejsce zajął Decospan Volley Team Menen.
W sezonie 2020/2021 w Lidze Mistrzów Belgię reprezentowały Lindemans Aalst oraz Knack Roeselare, natomiast w eliminacjach Ligi Mistrzów uczestniczył Greenyard Maaseik. Żaden belgijski klub nie został zgłoszony do Pucharu CEV ani Pucharu Challenge.

## System rozgrywek
Rozgrywki EuroMillions Volley League w sezonie 2020/2021 składają się z fazy zasadniczej, fazy play-off, fazy play-down i finałów.

### Faza zasadnicza
W fazie zasadniczej uczestniczy 8 drużyn. Rozgrywają one ze sobą po dwa spotkania systemem kołowym (każdy z każdym – mecz u siebie i rewanż na wyjeździe). Cztery najlepsze drużyny uzyskują awans do fazy play-off. Pozostałe drużyny trafiają do fazy play-down.

### Faza play-off
W fazie play-off cztery najlepsze drużyny fazy zasadniczej rozgrywają po dwa spotkania systemem kołowym (każdy z każdym – mecz u siebie i rewanż na wyjeździe). Dwa najlepsze zespoły uzyskują awans do finałów, pozostałe klasyfikowane są odpowiednio na trzecim i czwartym miejscu.

### Finały
O mistrzostwo grają dwie najlepsze drużyny fazy play-off. Rywalizacja toczy się do trzech wygranych meczów ze zmianą gospodarza po każdym spotkaniu. Gospodarzem pierwszego meczu jest zespół, który w fazie play-off zajął wyższe miejsce.

### Faza play-down
W fazie play-down drużyny z miejsc 5-8 fazy zasadniczej rozgrywają po dwa spotkania systemem kołowym (każdy z każdym – mecz u siebie i rewanż na wyjeździe). Po rozegraniu wszystkich spotkań drużyny klasyfikowane są odpowiednio na miejscach 5-8. Żadna drużyna nie spada do niższej ligi.

## Drużyny uczestniczące
| | EuroMillions Volley League 2020/2021 |   |        |
| --- | ------------------------------------ | - | ------ |
| LIN | Lindemans Aalst                      | 1 | LM     |
| ROE | Knack Roeselare                      | 2 | LM     |
| MAA | VC Greenyard Maaseik                 | 3 | el. LM |
| LEU | BDO Haasrode Leuven                  | 4 |        |
| ACH | Tectum Achel                         | 5 |        |
| MEN | Decospan Volley Team Menen           | 6 |        |
| GNT | Caruur Volley Gent                   | 7 |        |
| WRM | VBC Waremme                          | 8 |        |
| Oznaczenia: - kolumna pierwsza – skróty nazw drużyn wpisane na mapie (jeśli ta została zamieszczona), - kolumna trzecia – miejsce zajęte przez daną drużynę w poprzednim sezonie. |                                      |   |        |

Uwagi:
- W sezonie 2019/2020 ze względu na przedwczesne zakończenie rozgrywek z powodu szerzenia się zakażeń wirusem SARS-CoV-2 nie wyłoniono mistrza Belgii. W tabeli podane zostały miejsca, które zajęły poszczególne zespoły w fazie zasadniczej.
- Greenyard Maaseik został zgłoszony do eliminacji Ligi Mistrzów na podstawie decyzji Zarządu CEV z dnia 7 lipca 2020 roku, zgodnie z którą każda federacja mogła zgłosić jedną dodatkową drużynę, o ile spełniła regulaminowe warunki.
- Żaden belgijski klub nie został zgłoszony do Pucharu CEV ani Pucharu Challenge.

## Hale sportowe
| Klub                       | Hala sportowa                   | Miejscowość  | Liczba miejsc |
| -------------------------- | ------------------------------- | ------------ | ------------- |
| BDO Haasrode Leuven        | Sportcomplex Haasrode           | Oud-Heverlee | 500           |
| Caruur Volley Gent         | Edugo Arena                     | Gandawa      | 1170          |
| Decospan Volley Team Menen | CC De Steiger – Sporthal Vauban | Menen        | 750           |
| Greenyard Maaseik          | Steengoed Arena                 | Maaseik      | 2600          |
| Knack Roeselare            | Tomabelhal                      | Roeselare    | 2250          |
| Lindemans Aalst            | Sportcentrum Schotte            | Aalst        | 2000          |
| Tectum Achel               | Sporthal De Koekoek             | Hamont-Achel | 400           |
| VBC Waremme                | Pôle ballons                    | Waremme      | 500           |

## Trenerzy
| Klub                       | Pierwszy trener    | Narodowość | Drugi trener        | Narodowość |
| -------------------------- | ------------------ | ---------- | ------------------- | ---------- |
| BDO Haasrode Leuven        | Kris Eyckmans      | Belgia     | Koen Aerts          | Belgia     |
| Caruur Volley Gent         | Jan Van Huffel     | Belgia     | Bram Van Ghelue     | Belgia     |
| Decospan Volley Team Menen | Frank Depestele    | Belgia     | Wim Vanlaethem      | Belgia     |
| Greenyard Maaseik          | Joel Banks         | Anglia     | Ivan Janssen        | Belgia     |
| Knack Roeselare            | Steven Vanmedegael | Belgia     | Bram Van den Hove   | Belgia     |
| Lindemans Aalst            | Johan Devoghel     | Belgia     | Joost Van Kerckhove | Belgia     |
| Tectum Achel               | Jan Meertens       | Holandia   | Bjorn De Greef      | Belgia     |
| VBC Waremme                | Sacha Koulberg     | Belgia     | Frédéric Servotte   | Belgia     |

## Faza zasadnicza

### Tabela wyników
| Gospodarz \ Gość1          | LIN | ROE | MAA | LEU | ACH | MEN | GNT | WRM |
| -------------------------- | --- | --- | --- | --- | --- | --- | --- | --- |
| Lindemans Aalst            | -   | 0:3 | 1:3 | 2:3 | 2:3 | 2:3 | 3:0 | 3:1 |
| Knack Roeselare            | 3:0 | -   | 3:2 | 3:0 | 3:0 | 3:0 | 3:0 | 3:0 |
| VC Greenyard Maaseik       | 3:0 | 3:1 | -   | 3:0 | 3:0 | 2:3 | 3:1 | 3:0 |
| BDO Haasrode Leuven        | 1:3 | 1:3 | 2:3 | -   | 3:1 | 3:1 | 3:1 | 3:0 |
| Tectum Achel               | 1:3 | 1:3 | 1:3 | 1:3 | -   | 2:3 | 3:0 | 3:0 |
| Decospan Volley Team Menen | 3:0 | 2:3 | 0:3 | 3:1 | 3:0 | -   | 3:2 | 3:1 |
| Caruur Volley Gent         | 1:3 | 0:3 | 0:3 | 3:0 | 3:2 | 1:3 | -   | 3:1 |
| VBC Waremme                | 2:3 | 0:3 | 0:3 | 2:3 | 1:3 | 2:3 | 3:0 | -   |

Źródło: EuroMillions Volley League – Data Project (niderl.)
1 Drużyna gospodarzy jest wymieniona po lewej stronie tabeli.
Kolory:
  zwycięstwo gospodarzy 3:0 lub 3:1
  zwycięstwo gospodarzy 3:2
  zwycięstwo gości 3:0 lub 3:1
  zwycięstwo gości 3:2

### Terminarz i wyniki spotkań
| Data        | Godz. | Gospodarz                  | Rezultat                                | Gość                       | Widzów |
| ----------- | ----- | -------------------------- | --------------------------------------- | -------------------------- | ------ |
| 1. KOLEJKA  |       |                            |                                         |                            |        |
| 04.11.2020  | 20:30 | BDO Haasrode Leuven        | 3:1 (19:25, 25:22, 31:29, 25:20)        | Decospan Volley Team Menen | 0      |
| 04.11.2020  | 20:30 | VBC Waremme                | 2:3 (22:25, 25:20, 26:24, 24:26, 19:21) | Lindemans Aalst            | 0      |
| 04.11.2020  | 20:30 | Greenyard Maaseik          | 3:1 (24:26, 25:15, 25:21, 25:23)        | Caruur Volley Gent         | 0      |
| 21.11.2020  | 20:30 | Knack Roeselare            | 3:0 (25:13, 25:20, 25:15)               | Tectum Achel               | 0      |
| 2. KOLEJKA  |       |                            |                                         |                            |        |
| 03.10.2020  | 20:30 | Tectum Achel               | 1:3 (25:21, 19:25, 24:26, 21:25)        | Greenyard Maaseik          | 200    |
| 03.10.2020  | 20:30 | Caruur Volley Gent         | 0:3 (18:25, 20:25, 17:25)               | Knack Roeselare            | 349    |
| 06.12.2020  | 14:00 | VBC Waremme                | 2:3 (21:25, 25:21, 28:26, 20:25, 13:15) | BDO Haasrode Leuven        | 0      |
| 03.10.2020  | 19:30 | Lindemans Aalst            | 2:3 (23:25, 26:24, 25:15, 19:25, 10:15) | Decospan Volley Team Menen | 200    |
| 3. KOLEJKA  |       |                            |                                         |                            |        |
| 11.10.2020  | 19:00 | Greenyard Maaseik          | 3:0 (28:26, 25:22, 25:21)               | Lindemans Aalst            | 450    |
| 10.10.2020  | 20:30 | Knack Roeselare            | 3:0 (25:15, 25:16, 25:19)               | BDO Haasrode Leuven        | 450    |
| 11.10.2020  | 14:00 | Caruur Volley Gent         | 3:1 (23:25, 25:20, 25:19, 25:17)        | VBC Waremme                | 156    |
| 10.10.2020  | 20:30 | Tectum Achel               | 2:3 (28:26, 18:25, 28:26, 22:25, 8:15)  | Decospan Volley Team Menen | 150    |
| 4. KOLEJKA  |       |                            |                                         |                            |        |
| 31.10.2020  | 20:30 | Knack Roeselare            | 3:2 (25:23, 21:25, 23:25, 25:17, 15:10) | Greenyard Maaseik          | 0      |
| 31.10.2020  | 19:30 | Lindemans Aalst            | 3:0 (25:20, 25:22, 25:22)               | Caruur Volley Gent         | 0      |
| 31.10.2020  | 19:30 | BDO Haasrode Leuven        | 3:1 (25:22, 19:25, 25:21, 25:17)        | Tectum Achel               | 0      |
| 31.10.2020  | 19:30 | Decospan Volley Team Menen | 3:1 (25:21, 25:19, 23:25, 25:16)        | VBC Waremme                | 0      |
| 5. KOLEJKA  |       |                            |                                         |                            |        |
| 02.12.2020  | 20:30 | Lindemans Aalst            | 0:3 (19:25, 20:25, 20:25)               | Knack Roeselare            | 0      |
| 23.12.2020  | 19:30 | BDO Haasrode Leuven        | 3:1 (25:22, 22:25, 25:16, 25:20)        | Caruur Volley Gent         | 0      |
| 23.12.2020  | 19:30 | Decospan Volley Team Menen | 0:3 (22:25, 10:25, 23:25)               | Greenyard Maaseik          | 0      |
| 02.12.2020  | 20:30 | VBC Waremme                | 1:3 (23:25, 25:13, 28:30, 27:29)        | Tectum Achel               | 0      |
| 6. KOLEJKA  |       |                            |                                         |                            |        |
| 07.11.2020  | 20:30 | Greenyard Maaseik          | 3:0 (25:19, 25:19, 25:19)               | BDO Haasrode Leuven        | 0      |
| 07.11.2020  | 19:30 | Caruur Volley Gent         | 1:3 (25:18, 14:25, 22:25, 26:28)        | Decospan Volley Team Menen | 0      |
| 07.11.2020  | 20:30 | Tectum Achel               | 1:3 (25:19, 22:25, 23:25, 21:25)        | Lindemans Aalst            | 0      |
| 08.11.2020  | 14:00 | VBC Waremme                | 0:3 (16:25, 14:25, 20:25)               | Knack Roeselare            | 0      |
| 7. KOLEJKA  |       |                            |                                         |                            |        |
| 13.01.2021  | 19:30 | Decospan Volley Team Menen | 2:3 (22:25, 25:23, 19:25, 25:23, 12:15) | Knack Roeselare            | 0      |
| 14.11.2020  | 16:00 | BDO Haasrode Leuven        | 1:3 (26:24, 22:25, 24:26, 22:25)        | Lindemans Aalst            | 0      |
| 18.12.2020  | 21:00 | Caruur Volley Gent         | 3:2 (28:26, 23:25, 21:25, 25:21, 15:11) | Tectum Achel               | 0      |
| 13.01.2021  | 20:30 | Greenyard Maaseik          | 3:0 (25:17, 25:22, 29:27)               | VBC Waremme                | 0      |
| 8. KOLEJKA  |       |                            |                                         |                            |        |
| 19.12.2020  | 19:30 | Decospan Volley Team Menen | 3:1 (18:25, 25:23, 25:22, 25:17)        | BDO Haasrode Leuven        | 0      |
| 21.11.2020  | 19:30 | Lindemans Aalst            | 1:3 (23:25, 25:20, 19:25, 16:25)        | Greenyard Maaseik          | 0      |
| 20.12.2020  | 14:00 | VBC Waremme                | 3:0 (25:21, 25:21, 26:24)               | Caruur Volley Gent         | 0      |
| 04.11.2020  | 20:30 | Tectum Achel               | 1:3 (10:25, 25:22, 12:25, 22:25)        | Knack Roeselare            | 0      |
| 9. KOLEJKA  |       |                            |                                         |                            |        |
| 28.11.2020  | 20:30 | Greenyard Maaseik          | 3:0 (25:17, 25:11, 25:16)               | Tectum Achel               | 0      |
| 28.11.2020  | 16:00 | BDO Haasrode Leuven        | 1:3 (22:25, 31:29, 21:25, 21:25)        | Knack Roeselare            | 0      |
| 28.11.2020  | 19:30 | Decospan Volley Team Menen | 3:2 (27:25, 25:23, 23:25, 23:25, 18:16) | Caruur Volley Gent         | 0      |
| 28.11.2020  | 19:30 | Lindemans Aalst            | 3:1 (30:32, 25:22, 25:17, 25:18)        | VBC Waremme                | 0      |
| 10. KOLEJKA |       |                            |                                         |                            |        |
| 16.12.2020  | 19:30 | Decospan Volley Team Menen | 3:0 (27:25, 25:15, 25:23)               | Lindemans Aalst            | 0      |
| 09.12.2020  | 20:30 | Tectum Achel               | 1:3 (25:22, 19:25, 23:25, 19:25)        | BDO Haasrode Leuven        | 0      |
| 09.12.2020  | 20:30 | Knack Roeselare            | 3:0 (25:19, 25:14, 25:18)               | Caruur Volley Gent         | 0      |
| 09.12.2020  | 20:30 | VBC Waremme                | 0:3 (16:25, 26:28, 19:25)               | Greenyard Maaseik          | 0      |
| 11. KOLEJKA |       |                            |                                         |                            |        |
| 12.12.2020  | 20:30 | Knack Roeselare            | 3:0 (25:13, 25:11, 25:16)               | VBC Waremme                | 0      |
| 13.12.2020  | 19:30 | Lindemans Aalst            | 2:3 (25:14, 25:22, 21:25, 17:25, 12:15) | Tectum Achel               | 0      |
| 12.12.2020  | 20:30 | Caruur Volley Gent         | 3:0 (25:19, 25:22, 26:24)               | BDO Haasrode Leuven        | 0      |
| 12.12.2020  | 20:30 | Greenyard Maaseik          | 2:3 (32:34, 25:19, 25:19, 23:25, 15:17) | Decospan Volley Team Menen | 0      |
| 12. KOLEJKA |       |                            |                                         |                            |        |
| 09.01.2021  | 19:30 | Lindemans Aalst            | 2:3 (25:20, 23:25, 22:25, 25:22, 12:15) | BDO Haasrode Leuven        | 0      |
| 09.01.2021  | 20:30 | Greenyard Maaseik          | 3:1 (26:28, 25:21, 25:18, 25:20)        | Knack Roeselare            | 0      |
| 10.01.2021  | 14:00 | VBC Waremme                | 2:3 (25:23, 19:25, 25:19, 17:25, 11:15) | Decospan Volley Team Menen | 0      |
| 09.01.2021  | 20:30 | Tectum Achel               | 3:0 (25:23, 25:23, 25:18)               | Caruur Volley Gent         | 0      |
| 13. KOLEJKA |       |                            |                                         |                            |        |
| 16.01.2021  | 20:30 | Caruur Volley Gent         | 0:3 (22:25, 19:25, 21:25)               | Greenyard Maaseik          | 0      |
| 16.01.2021  | 20:30 | BDO Haasrode Leuven        | 3:0 (25:22, 25:19, 25:14)               | VBC Waremme                | 0      |
| 16.01.2021  | 19:30 | Decospan Volley Team Menen | 3:0 (39:37, 25:23, 25:20)               | Tectum Achel               | 0      |
| 14.02.2021  | 19:00 | Knack Roeselare            | 3:0 (26:24, 25:15, 25:12)               | Lindemans Aalst            | 0      |
| 14. KOLEJKA |       |                            |                                         |                            |        |
| 23.01.2021  | 20:30 | Knack Roeselare            | 3:0 (25:19, 25:22, 25:20)               | Decospan Volley Team Menen | 0      |
| 23.01.2021  | 20:30 | BDO Haasrode Leuven        | 2:3 (22:25, 20:25, 25:20, 25:22, 14:16) | Greenyard Maaseik          | 0      |
| 22.01.2021  | 20:30 | Caruur Volley Gent         | 1:3 (19:25, 22:25, 29:27, 21:25)        | Lindemans Aalst            | 0      |
| 23.01.2021  | 20:30 | Tectum Achel               | 3:0 (25:20, 25:22, 25:19)               | VBC Waremme                | 0      |

### Tabela
| Lp. | Drużyna                    | Pkt | Mecze | Mecze | Mecze | Rodzaj wyniku | Rodzaj wyniku | Rodzaj wyniku | Rodzaj wyniku | Rodzaj wyniku | Rodzaj wyniku | Sety | Sety | Sety  | Małe punkty | Małe punkty | Małe punkty |
| Lp. | Drużyna                    | Pkt | M     | W     | P     | 3:0           | 3:1           | 3:2           | 2:3           | 1:3           | 0:3           | wyg. | prz. | stos. | zdob.       | str.        | stos.       |
| --- | -------------------------- | --- | ----- | ----- | ----- | ------------- | ------------- | ------------- | ------------- | ------------- | ------------- | ---- | ---- | ----- | ----------- | ----------- | ----------- |
| 1   | Knack Roeselare            | 37  | 14    | 13    | 1     | 9             | 2             | 2             | 0             | 1             | 0             | 40   | 9    | 4.44  | 1184        | 933         | 1.27        |
| 2   | VC Greenyard Maaseik       | 37  | 14    | 12    | 2     | 7             | 4             | 1             | 2             | 0             | 0             | 40   | 12   | 3.33  | 1255        | 1087        | 1.15        |
| 3   | Decospan Volley Team Menen | 26  | 14    | 10    | 4     | 2             | 3             | 5             | 1             | 1             | 2             | 33   | 25   | 1.32  | 1326        | 1297        | 1.02        |
| 4   | BDO Haasrode Leuven        | 20  | 14    | 7     | 7     | 1             | 4             | 2             | 1             | 3             | 3             | 26   | 29   | 0.9   | 1236        | 1250        | 0.99        |
| 5   | Lindemans Aalst            | 20  | 14    | 6     | 8     | 1             | 4             | 1             | 3             | 1             | 4             | 25   | 30   | 0.83  | 1227        | 1258        | 0.98        |
| 6   | Tectum Achel               | 13  | 14    | 4     | 10    | 2             | 1             | 1             | 2             | 5             | 3             | 21   | 33   | 0.64  | 1152        | 1275        | 0.9         |
| 7   | Caruur Volley Gent         | 9   | 14    | 3     | 11    | 1             | 1             | 1             | 1             | 4             | 6             | 15   | 36   | 0.42  | 1108        | 1215        | 0.91        |
| 8   | VBC Waremme                | 6   | 14    | 1     | 13    | 1             | 0             | 0             | 3             | 4             | 6             | 13   | 39   | 0.33  | 1083        | 1256        | 0.86        |

Źródło: EuroMillions Volley League – Data Project (niderl.)
Punktacja: 3:0 i 3:1 – 3 pkt; 3:2 – 2 pkt; 2:3 – 1 pkt; 1:3 i 0:3 – 0 pkt
Zasady ustalania kolejności: 1. liczba punktów; 2. liczba zwycięstw; 3. stosunek setów; 4. stosunek małych punktów; 5. bilans w bezpośrednich meczach
     Faza play-off
     Faza play-down

## Faza play-off

### Tabela wyników
| Gospodarz \ Gość1          | ROE | MAA | MEN | LEU |
| -------------------------- | --- | --- | --- | --- |
| Knack Roeselare            | -   | 3:0 | 3:0 | 3:0 |
| VC Greenyard Maaseik       | 3:2 | -   | 1:3 | 3:1 |
| Decospan Volley Team Menen | 0:3 | 0:3 | -   | 3:1 |
| BDO Haasrode Leuven        | 0:3 | 0:3 | 1:3 | -   |

Źródło: EuroMillions Volley League – Data Project (niderl.)
1 Drużyna gospodarzy jest wymieniona po lewej stronie tabeli.
Kolory:
  zwycięstwo gospodarzy 3:0 lub 3:1
  zwycięstwo gospodarzy 3:2
  zwycięstwo gości 3:0 lub 3:1
  zwycięstwo gości 3:2

### Terminarz i wyniki spotkań
| Data       | Godz. | Gospodarz                  | Rezultat                               | Gość                       | Widzów |
| ---------- | ----- | -------------------------- | -------------------------------------- | -------------------------- | ------ |
| 1. KOLEJKA |       |                            |                                        |                            |        |
| 27.02.2021 | 19:30 | Decospan Volley Team Menen | 0:3 (21:25, 20:25, 18:25)              | Greenyard Maaseik          | 0      |
| 27.02.2021 | 20:30 | Knack Roeselare            | 3:0 (25:18, 25:16, 25:22)              | BDO Haasrode Leuven        | 0      |
| 2. KOLEJKA |       |                            |                                        |                            |        |
| 06.03.2021 | 19:30 | BDO Haasrode Leuven        | 1:3 (27:25, 24:26, 23:25, 17:25)       | Decospan Volley Team Menen | 0      |
| 07.03.2021 | 18:00 | Greenyard Maaseik          | 3:2 (31:33, 25:16, 25:21, 22:25, 15:8) | Knack Roeselare            | 0      |
| 3. KOLEJKA |       |                            |                                        |                            |        |
| 10.03.2021 | 20:30 | Knack Roeselare            | 3:0 (25:22, 25:23, 25:22)              | Decospan Volley Team Menen | 0      |
| 10.03.2021 | 20:30 | BDO Haasrode Leuven        | 0:3 (16:25, 23:25, 19:25)              | Greenyard Maaseik          | 0      |
| 4. KOLEJKA |       |                            |                                        |                            |        |
| 13.03.2021 | 19:30 | Decospan Volley Team Menen | 0:3 (26:28, 21:25, 11:25)              | Knack Roeselare            | 0      |
| 13.03.2021 | 20:30 | Greenyard Maaseik          | 3:1 (25:22, 25:23, 26:28, 25:22)       | BDO Haasrode Leuven        | 0      |
| 5. KOLEJKA |       |                            |                                        |                            |        |
| 20.03.2021 | 19:30 | Decospan Volley Team Menen | 3:1 (25:16, 25:22, 24:26, 25:22)       | BDO Haasrode Leuven        | 0      |
| 20.03.2021 | 20:30 | Knack Roeselare            | 3:0 (25:23, 25:23, 25:18)              | Greenyard Maaseik          | 0      |
| 6. KOLEJKA |       |                            |                                        |                            |        |
| 27.03.2021 | 19:30 | BDO Haasrode Leuven        | 0:3 (17:25, 18:25, 21:25)              | Knack Roeselare            | 0      |
| 27.03.2021 | 20:30 | Greenyard Maaseik          | 1:3 (28:30, 25:17, 19:25, 21:25)       | Decospan Volley Team Menen | 0      |

### Tabela
| Lp. | Drużyna                    | Pkt | Mecze | Mecze | Mecze | Rodzaj wyniku | Rodzaj wyniku | Rodzaj wyniku | Rodzaj wyniku | Rodzaj wyniku | Rodzaj wyniku | Sety | Sety | Sety  | Małe punkty | Małe punkty | Małe punkty |
| Lp. | Drużyna                    | Pkt | M     | W     | P     | 3:0           | 3:1           | 3:2           | 2:3           | 1:3           | 0:3           | wyg. | prz. | stos. | zdob.       | str.        | stos.       |
| --- | -------------------------- | --- | ----- | ----- | ----- | ------------- | ------------- | ------------- | ------------- | ------------- | ------------- | ---- | ---- | ----- | ----------- | ----------- | ----------- |
| 1   | Knack Roeselare            | 16  | 6     | 5     | 1     | 5             | 0             | 0             | 1             | 0             | 0             | 17   | 3    | 5.67  | 481         | 419         | 1.15        |
| 2   | VC Greenyard Maaseik       | 11  | 6     | 4     | 2     | 2             | 1             | 1             | 0             | 1             | 1             | 13   | 9    | 1.44  | 526         | 487         | 1.08        |
| 3   | Decospan Volley Team Menen | 9   | 6     | 3     | 3     | 0             | 3             | 0             | 0             | 0             | 3             | 9    | 12   | 0.75  | 481         | 498         | 0.97        |
| 4   | BDO Haasrode Leuven        | 0   | 6     | 0     | 6     | 0             | 0             | 0             | 0             | 3             | 3             | 3    | 18   | 0.17  | 442         | 526         | 0.84        |

Źródło: EuroMillions Volley League – Data Project (niderl.)
Punktacja: 3:0 i 3:1 – 3 pkt; 3:2 – 2 pkt; 2:3 – 1 pkt; 1:3 i 0:3 – 0 pkt
Zasady ustalania kolejności: 1. liczba punktów; 2. liczba zwycięstw; 3. stosunek setów; 4. stosunek małych punktów; 5. bilans w bezpośrednich meczach
     Finały

## Finały
(do trzech zwycięstw)
| Data                | Godz.               | Gospodarz           | Rezultat                         | Gość                  | Widzów                |
| ------------------- | ------------------- | ------------------- | -------------------------------- | --------------------- | --------------------- |
| Knack Roeselare (1) | Knack Roeselare (1) | Knack Roeselare (1) | 3 – 1                            | (2) Greenyard Maaseik | (2) Greenyard Maaseik |
| 03.04.2021          | 20:30               | Knack Roeselare     | 1:3 (21:25, 25:22, 22:25, 17:25) | Greenyard Maaseik     | 0                     |
| 07.04.2021          | 20:30               | Greenyard Maaseik   | 0:3 (21:25, 23:25, 21:25)        | Knack Roeselare       | 0                     |
| 10.04.2021          | 20:30               | Knack Roeselare     | 3:0 (29:27, 25:19, 25:12)        | Greenyard Maaseik     | 0                     |
| 14.04.2021          | 20:30               | Greenyard Maaseik   | 0:3 (23:25, 23:25, 19:25)        | Knack Roeselare       | 0                     |

## Faza play-down

### Tabela wyników
| Gospodarz \ Gość1  | LIN | ACH | GNT | WRM |
| ------------------ | --- | --- | --- | --- |
| Lindemans Aalst    | -   | 2:3 | 0:3 | 3:0 |
| Tectum Achel       | 1:3 | -   | 3:2 | 3:0 |
| Caruur Volley Gent | 3:2 | 1:3 | -   | 3:0 |
| VBC Waremme        | 0:3 | 1:3 | 3:2 | -   |

Źródło: EuroMillions Volley League – Data Project (niderl.)
1 Drużyna gospodarzy jest wymieniona po lewej stronie tabeli.
Kolory:
  zwycięstwo gospodarzy 3:0 lub 3:1
  zwycięstwo gospodarzy 3:2
  zwycięstwo gości 3:0 lub 3:1
  zwycięstwo gości 3:2

### Terminarz i wyniki spotkań
| Data       | Godz. | Gospodarz          | Rezultat                                | Gość               | Widzów |
| ---------- | ----- | ------------------ | --------------------------------------- | ------------------ | ------ |
| 1. KOLEJKA |       |                    |                                         |                    |        |
| 27.02.2021 | 20:30 | Caruur Volley Gent | 1:3 (18:25, 19:25, 25:21, 17:25)        | Tectum Achel       | 0      |
| 28.02.2021 | 18:00 | Lindemans Aalst    | 3:0 (25:13, 25:17, 25:16)               | VBC Waremme        | 0      |
| 2. KOLEJKA |       |                    |                                         |                    |        |
| 06.03.2021 | 20:30 | Tectum Achel       | 1:3 (23:25, 25:17, 20:25, 21:25)        | Lindemans Aalst    | 0      |
| 07.03.2021 | 14:00 | VBC Waremme        | 3:2 (25:22, 25:21, 20:25, 23:25, 17:15) | Caruur Volley Gent | 0      |
| 3. KOLEJKA |       |                    |                                         |                    |        |
| 10.03.2021 | 18:30 | VBC Waremme        | 1:3 (22:25, 25:23, 22:25, 19:25)        | Tectum Achel       | 0      |
| 10.03.2021 | 19:30 | Lindemans Aalst    | 0:3 (19:25, 22:25, 21:25)               | Caruur Volley Gent | 0      |
| 4. KOLEJKA |       |                    |                                         |                    |        |
| 13.03.2021 | 20:30 | Tectum Achel       | 3:0 (25:19, 25:16, 25:20)               | VBC Waremme        | 0      |
| 13.03.2021 | 18:00 | Caruur Volley Gent | 3:2 (28:26, 25:20, 22:25, 17:25, 16:14) | Lindemans Aalst    | 0      |
| 5. KOLEJKA |       |                    |                                         |                    |        |
| 20.03.2021 | 20:30 | Caruur Volley Gent | 3:0 (25:20, 25:20, 25:16)               | VBC Waremme        | 0      |
| 21.03.2021 | 18:00 | Lindemans Aalst    | 2:3 (23:25, 25:19, 23:25, 26:24, 13:15) | Tectum Achel       | 0      |
| 6. KOLEJKA |       |                    |                                         |                    |        |
| 28.03.2021 | 14:00 | VBC Waremme        | 0:3 (20:25, 26:28, 20:25)               | Lindemans Aalst    | 0      |
| 28.03.2021 | 18:00 | Tectum Achel       | 3:2 (25:15, 30:32, 23:25, 25:13, 15:8)  | Caruur Volley Gent | 0      |

### Tabela
| Lp. | Drużyna            | Pkt | Mecze | Mecze | Mecze | Rodzaj wyniku | Rodzaj wyniku | Rodzaj wyniku | Rodzaj wyniku | Rodzaj wyniku | Rodzaj wyniku | Sety | Sety | Sety  | Małe punkty | Małe punkty | Małe punkty |
| Lp. | Drużyna            | Pkt | M     | W     | P     | 3:0           | 3:1           | 3:2           | 2:3           | 1:3           | 0:3           | wyg. | prz. | stos. | zdob.       | str.        | stos.       |
| --- | ------------------ | --- | ----- | ----- | ----- | ------------- | ------------- | ------------- | ------------- | ------------- | ------------- | ---- | ---- | ----- | ----------- | ----------- | ----------- |
| 1   | Tectum Achel       | 13  | 6     | 5     | 1     | 1             | 2             | 2             | 0             | 1             | 0             | 16   | 9    | 1.78  | 584         | 517         | 1.13        |
| 2   | Lindemans Aalst    | 11  | 6     | 3     | 3     | 2             | 1             | 0             | 2             | 0             | 1             | 13   | 10   | 1.3   | 527         | 492         | 1.07        |
| 3   | Caruur Volley Gent | 10  | 6     | 3     | 3     | 2             | 0             | 1             | 2             | 1             | 0             | 14   | 11   | 1.27  | 538         | 552         | 0.97        |
| 4   | VBC Waremme        | 2   | 6     | 1     | 5     | 0             | 0             | 1             | 0             | 1             | 4             | 4    | 17   | 0.24  | 421         | 509         | 0.83        |

Źródło: EuroMillions Volley League – Data Project (niderl.)
Punktacja: 3:0 i 3:1 – 3 pkt; 3:2 – 2 pkt; 2:3 – 1 pkt; 1:3 i 0:3 – 0 pkt
Zasady ustalania kolejności: 1. liczba punktów; 2. liczba zwycięstw; 3. stosunek setów; 4. stosunek małych punktów; 5. bilans w bezpośrednich meczach

## Klasyfikacja końcowa
| Poz. | Drużyna                    |
| ---- | -------------------------- |
| 1.   | Knack Roeselare            |
| 2.   | Greenyard Maaseik          |
| 3.   | Decospan Volley Team Menen |
| 4.   | BDO Haasrode Leuven        |
| 5.   | Tectum Achel               |
| 6.   | Lindemans Aalst            |
| 7.   | Caruur Volley Gent         |
| 8.   | VBC Waremme                |

     Liga Mistrzów 2021/2022
     Puchar CEV 2021/2022
     Puchar Challenge 2021/2022

## Statystyki

### Sety i małe punkty
| Kolejka/ Runda      | Mecze           | Sety (średnio na mecz) | Sety (średnio na mecz) | Małe punkty (średnio na set) | Małe punkty (średnio na set) | Kolejka/ Runda  | Mecze          | Sety (średnio na mecz) | Sety (średnio na mecz) | Małe punkty (średnio na set) | Małe punkty (średnio na set) |
| ------------------- | --------------- | ---------------------- | ---------------------- | ---------------------------- | ---------------------------- | --------------- | -------------- | ---------------------- | ---------------------- | ---------------------------- | ---------------------------- |
| Faza zasadnicza     |                 |                        |                        |                              |                              |                 |                |                        |                        |                              |                              |
| 1                   | 4               | 16                     | 4,00                   | 735                          | 45,94                        | 8               | 4              | 15                     | 3,75                   | 666                          | 44,40                        |
| 2                   | 4               | 17                     | 4,25                   | 742                          | 43,65                        | 9               | 4              | 16                     | 4,00                   | 742                          | 46,38                        |
| 3                   | 4               | 15                     | 3,75                   | 672                          | 44,80                        | 10              | 4              | 13                     | 3,25                   | 588                          | 45,23                        |
| 4                   | 4               | 16                     | 4,00                   | 706                          | 44,13                        | 11              | 4              | 16                     | 4,00                   | 691                          | 43,19                        |
| 5                   | 4               | 14                     | 3,50                   | 644                          | 46,00                        | 12              | 4              | 17                     | 4,25                   | 745                          | 43,82                        |
| 6                   | 4               | 14                     | 3,50                   | 625                          | 44,64                        | 13              | 4              | 12                     | 3,00                   | 563                          | 46,92                        |
| 7                   | 4               | 17                     | 4,25                   | 773                          | 45,47                        | 14              | 4              | 15                     | 3,75                   | 679                          | 45,27                        |
| Faza play-off       | Faza play-off   | Faza play-off          | Faza play-off          | Faza play-off                | Faza play-off                | Faza play-down  | Faza play-down | Faza play-down         | Faza play-down         | Faza play-down               | Faza play-down               |
| 1                   | 2               | 6                      | 3,00                   | 265                          | 44,17                        | 1               | 2              | 7                      | 3,50                   | 296                          | 42,29                        |
| 2                   | 2               | 9                      | 4,50                   | 413                          | 45,89                        | 2               | 2              | 9                      | 4,50                   | 399                          | 44,33                        |
| 3                   | 2               | 6                      | 3,00                   | 275                          | 45,83                        | 3               | 2              | 7                      | 3,50                   | 323                          | 46,14                        |
| 4                   | 2               | 7                      | 3,50                   | 332                          | 47,43                        | 4               | 2              | 8                      | 4,00                   | 348                          | 43,50                        |
| 5                   | 2               | 7                      | 3,50                   | 324                          | 46,29                        | 5               | 2              | 8                      | 4,00                   | 349                          | 43,63                        |
| 6                   | 2               | 7                      | 3,50                   | 321                          | 45,86                        | 6               | 2              | 8                      | 4,00                   | 355                          | 44,38                        |
| Podsumowanie sezonu |                 |                        |                        |                              |                              |                 |                |                        |                        |                              |                              |
| Faza zasadnicza     | Faza zasadnicza | Faza zasadnicza        | Faza zasadnicza        | Faza zasadnicza              | Faza zasadnicza              | Faza zasadnicza | 56             | 213                    | 3,80                   | 9571                         | 44,93                        |
| Faza play-off       | Faza play-off   | Faza play-off          | Faza play-off          | Faza play-off                | Faza play-off                | Faza play-off   | 12             | 42                     | 3,50                   | 1930                         | 45,95                        |
| Finały              | Finały          | Finały                 | Finały                 | Finały                       | Finały                       | Finały          | 4              | 13                     | 3,25                   | 599                          | 46,08                        |
| Faza play-down      | Faza play-down  | Faza play-down         | Faza play-down         | Faza play-down               | Faza play-down               | Faza play-down  | 12             | 47                     | 3,92                   | 2070                         | 44,04                        |
| Razem               | Razem           | Razem                  | Razem                  | Razem                        | Razem                        | Razem           | 84             | 315                    | 3,75                   | 14 170                       | 44,98                        |